# مكتبات وقفية
مكتبات وقفية أو المكتبات الوقفية: هي دور تحتوي على مجموعة من أوعية المعلومات؛ يتم تحبيسها لتقديم خدماتها للمستفيدين الراغبين في الاطلاع والبحث؛ راجين بذلك المثوبة والأجر من الله، واعتماداً على هذا الأساس كان المسلمون مبادرين في إنشاء المكتبات الوقفية منذ القرن الأول الهجري، كونها الحاضن الطبيعي لعصارة أفكار علماء الأمة ومفكريها، ثم تطورت وازدهرت في القرن الثاني الهجري، وذلك بعد تأسيس الدولة العباسية بفترة وجيزة، ثم بعد التطور والازدهار في القرون الوسطى؛ تقهقرت المكتبات الوقفية الإسلامية، نتيجة عوامل داخلية وخارجية، ثم تراجعت وتطورت في العهد العثماني، حتى أصبحت جزءاً من الممتلكات في المجتمع العثماني، وأُنشئت المكتبات الوقفية بطريقتين: الأولى: تقوم الدولة بإنشاء مكتبة وقفية مستقلة، أو ملحقة بالمؤسسات التعليمية والدينية، أو المكتبات الأكاديمية، ثم تتكفل بالإنفاق عليها، من بيت المال، أو من مال الخليفة، وأما الطريقة الثانية: قيام الأفراد من مختلف طبقات الناس بإنشاء مكتبة عامة أو ملحقة بمدرسة أو مسجد أو مستشفى، وعادة ما يتكفل الواقف بنفقات تلك المكتبة.

## نشأة ومراحل تطور المكتبات الوقفية

### أولا: النشأة والبداية (القرن الأول الهجري)
كان الاهتمام في هذه المرحلة على تدوين القرآن والحديث الشريف؛ لذا تعد نسخ القرآن والحديث مكتبات المساجد منذو النواة الأولى، فقد أدرك الواقفين للمدارس، وزوايا العلم، وحلقات الدرس في المساجد أهمية الكتاب لنشر العلم، وأن الاقتصار على تشييد الأبنية وتوفير جهاز للتدريس غير كاف، فاهتموا بوقف الكتب عليها لتكون وسيلة ميسرة للتحصيل والمراجعة، توفر مادة علمية يستند إليها المعلم والمتعلم في وقت واحد، فأصبح من المعتاد وجود مكتبة في كل مدرسة، أو جامع، أو رباط وقف على طلبة العلم وغيرهم، وكان وقف الكتب بمكة في القرن الهجري الأول كما في مكتبة: (عبد الحكيم بن عمرو بن عبد الله بن صفوان) الذي عاش في عصر بني أمية.

### ثانياً: عصر النمو والتطور والازدهار

رسمة تخيلية لما كان عليه بيت الحكمة في بغداد - في عهد الخلافة العباسية

وتبدأ هذه المرحلة بعد تأسيس الدولة العباسية بفترة وجيزة، من القرن الثاني وحتى بداية القرن السابع الهجري، وكان أوجَّها في زمن المأمون الذي شجع العلم والعلماء، وفي هذه المرحلة كانت المكتبات الوقفية الإسلامية مراكز إشعاع ثقافي، ففي القرن الثاني الهجري ظهرت بيت الحكمة ببغداد، وكان من بين أقسامها مكتبة حظيت بعناية مجموعة من خلفاء بني العباس، وبخاصة المأمون، ومكتبة بيت الحكمة كان الهدف من وراء إنشائها مساعدة العلماء والباحثين بتوفير مصادر المعلومات لتسهيل سبل الدرس والمطالعة والتأليف والترجمة للراغبين، وانتشرت خزائن الكتب الوقفية منذ القرن الرابع الهجري، بحيث يمكن القول بأنه قلما تخلو مدينة من كتب موقوفة، وبلغ من انتشار هذه الخزائن وتوافرها في الأندلس أن أبا حيان التوحيدي النحوي كان يعيب على مشتري الكتب، ويقول: "اللَّه يرزقك عقلا تعيش به، أنا أي كتاب أردته استعرته من خزائن الأوقاف.
وللدلالة على ضخامة المكتبات الوقفية وشيوعها في هذه المرحلة، نشير إلى أنه كانت في مدينة مرو الشاهجان خزائن للوقف، وذلك في القرن السابع الهجري، يقول عنها ياقوت الحموي: "لم أر في الدنيا مثلها كثرة وجودة، منها خزانتان في الجامع إحداهما يقال لها: (العزيزية) وقفها رجل يقال له: (عزيز الدين أبو بكر الزنجاني)، وكان فقاعياً (صانع جعة) للسلطان سنجر.. وكان فيها اثنا عشر ألف مجلد أو ما يقاربها، والأخرى يقال لها: (الكمالية) وبها خزانة شرف الملك المستوفي أبي سعيد محمد بن منصور في مدرسته، وخزانة نظام الملك الحسن بن إسحق في مدرسته للسمعاني، وخزانة أخرى في المدرسة العميدية، وخزانة لمجد الملك أحد الوزراء المتأخرين بها، والخزائن الخاتونية في مدرسته، والضميرية خانكاه هناك، وكانت سهلة التناول منها مائتا مجلد وأكثره بغير رهن، تكون قيمتها مائتي دينار.
وساعدت أنماط الوقف الإسلامية على ازدهار العلم والثقافة في العالم العربي والإسلامي في هذه المرحلة -العصور الوسطى-، وذلك بالكتب والمكتبات، ويعد وقف الكتب الأساس الذي قامت عليه المكتبة العربية، وهو يشمل وقف المكتبات بأكملها، ووقف الكتب على المدارس والمساجد والمشافي والمراصد والربط والخانقاهات، كما كان هناك نوع من الوقف يتمثل في وقف كتب عالم بعد وفاته على أهل العلم أو على ورثته، واهتم واقفو المكتبات المستقلة أو التي كانت في مدارس أو مساجد بتوفير دخل مادي ثابت لها لصيانتها وترميمها، وتحمل التكاليف المادية للعاملين فيها، وخَصَّص بعضهم ريعاً يساعد على نماء المجموعة وازدهارها عبر السنين، وهناك مئات من العلماء والمفكرين والأدباء قد وقفوا كثيراً من الكتب والمكتبات الكاملة أحياناً، نطالعها في معجم الأدباء لياقوت الحموي، وكتاب سير أعلام النبلاء للذهبي، والدرر الكامنة في أعيان المائة الثامنة لابن حجر العسقلاني.
ويقول الدكتور يحيى محمود بن حيدر: "وتحمل النصوص الوقفية على الكتب في الغالب معلومات تدل على عمق الحرص على هذه الظاهرة والاهتمام باستمرارها بوصفها وسيلة من وسائل توفير العلم لأبناء المجتمع؛ فمن ذلك تعيين ناظر يتولى التصرف في الكتاب وإتاحته للمستفيدين، وعدم حجزه أو منعه، والتشديد على من قد يتصرف في تغيير صفة الوقف عنه، وفي بعض الأحيان السماح بإعارته مدة محددة، كما أن بعض نصوص الوقف فيها ما يدل على تراجع عن التصرف في كتاب وقفي، وإعادة صفة الوقف إليه مرة أخرى، نزولاً على الحق، مما يدل على احترام المجتمع لهذه الظاهرة والحرص عليها.
ثم بعد ذلك التطور والازدهار؛ تقهقرت المكتبات الإسلامية، نتيجة عوامل داخلية تعرض لها العالم الإسلامي، أو عوامل خارجية كالغزو المغولي الذي أحرق مكتبات بغداد، والغزو الصليبي الذي دمر مكتبات بلاد الشام، وما فعله الإسبان، فقد أحرقوا كثيراً من المكتبات الإسلامية في الأندلس.

### ثالثاً: المكتبات الوقفية في العهد العثماني
وفي بداية العهد العثماني استعادت (المكتبات الوقفية) نشاطها، ويعتبر أورخان غازي ثاني سلاطين الدولة العثمانية، أول من أسس نظام الأوقاف في الدولة العثمانية عام: (731هـ-1330م)، واستناداً لوقفية موجودة ضمن سجلات الدولة الرسمية، فإن أول مكتبة وقفية هي دار الحديث في محافظة أدرنة، وقد أُسست من قبل السلطان مراد الثاني عام: (838هـ)؛ حيث وضع فيها: (71) مجلداً من الكتب والمخطوطات، وفي عام: (843هـ) أسس أومور بن تيمور تاش باشا، مكتبة وقفية في المسجد الذي مسمى باسمه في مدينة بورصا؛ حيث أوقف فيها: (33) كتاباً باللغة العثمانية، بشرط أن لا يخرج الكتب خارج الجامع، وقد عَيّن مؤذن الجامع، براتب أقجة واحدة يومياً، كي يكون حافظاً للكتب، ووصل فيما بعد عدد الكتب الموقوفة لهذه المكتبة إلى: (300) مجلد، هذه كانت بداية تأسيس المكتبات وبعدها أصبحت جزءاً من الممتلكات الضرورية في المجتمع العثماني.

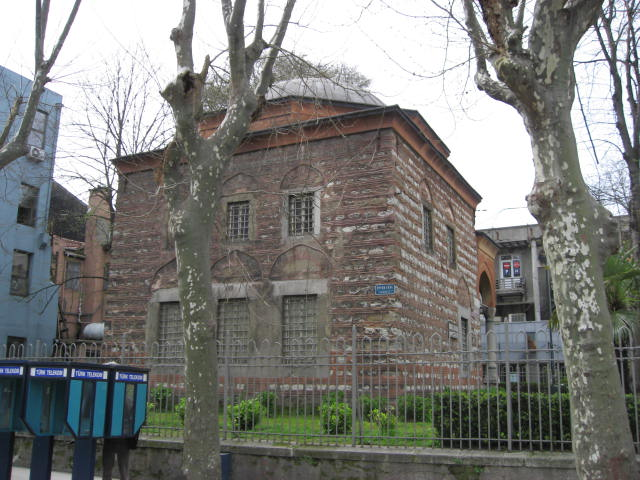
مكتبة كوبريللي - في شارع ديوان اوغلو، أسسها فاضل احمد باشا ابن الصدر الاعظم محمد باشا كوبريللي (1635 - 1676م) بناء على وصية والده.

ومن المكتبات في العهد العثماني: مكتبة آيا صوفيا، مكتبة نور عثمانية، مكتبة أسد أفندي، مكتبة راغب باشا، مكتبة خديجة سلطان، مكتبة سلطان عبدالحميد الأول، مكتبة فيض الله أفندي، مكتبة شهيد علي باشا، مكتبة سلطان محمود الثاني، مكتبة سلطان أحمد الثالث، مكتبة مرزيفونلوكره مصطفى باشا، مكتبة عارف حكمت، مكتبة دباغ زادة إبراهيم أفندي، مكتبة كوبريليي، مكتبة بشير أغا.

### رابعاً: مرحلة إعادة البناء والنهوض
تأتي هذه المرحلة على قاعدة التنمية الشاملة للوقف الإسلامي من منطلق: أن الصعوبات التي تعترض وقف الكتب أو الوقف عليها؛ لا ترقى إلى أن تحول دون الاستمرار في هذا النهج الحضاري المطلوب في سبيل نشر الكتاب بين مريديه والمستفيدين منه؛ مما ينعكس إيجاباً على العلم والفكر والثقافة، ويثري الحركة الثقافية بالتأليف والترجمة والنشر، فلا تهمل إهمالاً يضر بحركة الوقف، ولا توضع على أنها عقبات كأداء تحد من الاستمرار في الدعوة إلى المزيد من جهود الواقفين؛ ذلك أنه مع الصعوبات التي تعترض وقف الكتب والمكتبات، يظل هذا الأسلوب الحضاري من أهم الموارد التي تعين على بناء المكتبات في المجتمع المسلم.

## أنواع المكتبات الوقفية

### أولاً: المكتبات العامة
وهي نوعان: المكتبات العامة المستقلة أو دور العلم، والمكتبات العامة المُلحقة بالمؤسسات التعليمية والدينية والاستشفائية.

### ثانياً: مكتبات المساجد والجوامع
نشأ وقف الكتب مع نشأة الجوامع والمساجد وتطورها، ونشأ التعليم أولاً في المساجد، فاستدعى ذلك ضرورة وجود الكتاب ومن ثم المكتبة، وكانت المصاحف أوّل وأقدم ما كان يوقف فيها، ولم يكن وقف الكتب مألوفاً إلا في نهاية القرن الثالث الهجري، ثم جرت العادة بعد ذلك عند أغلب العلماء أن يوقفوا كتبهم وأحياناً مكتباتهم على الجوامع كي تعم الفائدة على العلماء وطلبة العلم، فقد أشار المقريزي في خططه إلى الكتب الموقوفة من طرف الفاطميين والأيوبيين والمماليك على الجوامع، وأشار ابن كثير في البداية والنهاية إلى الكتب الموقوفة في الجوامع كالجامع الأموي، وأشار ابن الأثير إلى الكتب الموقوفة في جامع قزوين.

### ثالثاً: مكتبات المدارس والجامعات
ولأهمية الكتاب في عملية التعليم والتعلّم والبحث العلمي، اهتم الواقفون على المدارس بتوفير الكتب المشتملة على المعارف المختلفة على حسب تخصص المدرسة، حيث خُصِّصَ لها جزء كبير من ريع الأوقاف، ثم تزداد وتتضاعف هذه الكتب من خلال إيقاف العديد من العلماء، سواء من مؤلفاتهم، أو من مقتنيات مكتباتهم الخاصة، وفي غالب الأحيان يوقفون مكتباتهم كلها قبيل وفاتهم، أو يوصون بذلك، أما السلاطين والأغنياء والتجار فيساهمون بإثراء مكتبات المدارس بشرائهم للكتب وإيقافها، أو تزويد القائمين على هذه المدارس بالمال لشراء ما يلزم منها.
فالنظامية شيّدت بها مكتبة عامرة بكتبها ومجلداتها، ولم ينقطع عنها التزويد بالموقوفات من الكتب أبداً، أما مكتبة المستنصرية فلم يُرَ لها مثيل، وبنى السلطان نور الدين زنكي مدرسة في دمشق وألحق بها مكتبة، وكذلك فعل صلاح الدين الأيوبي، والقاضي الفاضل وزيره الذي أسس مدرسته الفاضلية في القاهرة، وأودع فيها حوالي مائتي ألف مجلد مما أخذه من خزائن الفاطميين، ويذكر ياقوت الحموي عدة مدارس كانت في مرو، كانت تحوي في زمانه مكتبات ضخمة، وكانت أبوابها مفتوحة للجميع.

### رابعاً: مكتبات المستشفيات أو البيمارستانات
عرف المسلمون البيمارستانات مبكراً في تاريخهم، وتعتبر من أهم إسهاماتهم الحضارية في مجال الصحة، وقد أُنشئت مستشفيات عديدة في العالم الإسلامي شهدت رقياً في نظمها، وتطوراً في بحوثها الطبية مما أدهش العلماء الباحثين في كل زمان، وكانت البيمارستانات تضم في إيوان التدريس خزائن تحوي عدداً كبيراً من الكتب المتخصصة في الطب والصيدلة، وعلم التشريح ووظائف الأعضاء، إلى جانب علوم الفقه المتعلقة بالطب، كما كانت كتب الطب متوفرة للدارسين في المكتبات العامة أو الخاصة، بل وفي دكاكين الوارقين، مما يدل على اتساع حركة التدريس في هذا العلم، فمكتبة مستشفى ابن طولون بالقاهرة كانت تضم بين جنباتها أكثر من مائة ألف كتاب، أما البيمارستان النوري الكبير فقد احتوى على خزانتين للكتب موقوفة على تدريس الطب، إذ ذكر ابن أبي أصيبعة أن نور الدين قد وقف على هذا البيمارستان جملة كبيرة من الكتب الطبية.. فكان جماعة من الأطباء والمشتغلين يأتون ثم تجري مباحث طبية.
أما البيمارستان العضدي ببغداد الذي أنشأه عضد الدولة بن بويه بغداد عام: (372هـ - 982م) فكان يضم مكتبة علمية ضخمة وصيدلة ومطابخ.
والمستشفى المنصوري وهو من أعظم المستشفيات في تاريخ الإسلام: أنشأه الملك المنصور سيف الدين قلاوون في القاهرة، وذلك سنة: (683هـ - 1284م)، وكان فيه مدرسة للطب فيها قاعة للمحاضرات مزودة بمكتبة.

### خامساً: المكتبات الخاصة
وهي المكتبات التي كان يُعنى بجمعها أفراد من الناس رغبة منهم في العلم، مثل مكتبات الخلفاء والأمراء والوزراء والعلماء وغيرهم، ورغم أنها غير متاحة لجمهور الناس إلا أنها ساهمت في حركة الازدهار العلمي التي شهدها العالم الإسلامي على مدى قرون طويلة بطريقتين:
الأولى: اعتمد عليها العلماء وطلاب العلم المحظوظين أو المقربين من أصحابها، المسموح لها بارتيادها في دراستهم ومراجعاتهم، ووضع مصنفات، فقد سمح الأمير نوح بن منصور الساماني لابن سينا الطبيب الشاب الذي عالجه بالدخول إلى خزائن كتبه وتصفحها والإطلاع على فهرس محتوياتها، ومن ثم اختار ابن سينا بعض المراجع التي كان بحاجة إليها.
الثانية: أن أكثر المكتبات الخاصة أصبحت مكتبات وقفية في نهاية المطاف، فبرغبة من أصحابها وقفوها على العلماء وعلى طلبة العلم، وذلك إما في أواخر حياتهم وإما بترك وصية بذلك الوقف، ومثاله وقف مهذب الدين عبد الرحيم بن علي الدخوار، إذ أنشأ مدرسة لتعليم الطب وصارت تعرف بعد وفاته بالمدرسة الدخوارية، وأوقف عليها داره بمكتبتها وأملاكاً أخرى، واستمرت المدرسة الدخوارية في العطاء طويلاً.
وابن النفيس (ت687هـ) الطبيب الذي تخرج من المستشفى النوري، وانتهت إليه رئاسة الطب في مصر، عمل في البيمارستان المنصوري في القاهرة، وأوقف عليه داره وكتبه.
وقد انتشر هذا النوع من المكتبات في جميع أنحاء العالم الإسلامي بشكل واسع، من الخلفاء والوزراء، والعلماء بل ومن أبسط الناس في الرعية.

### سادساً: المكتبات الأكاديمية

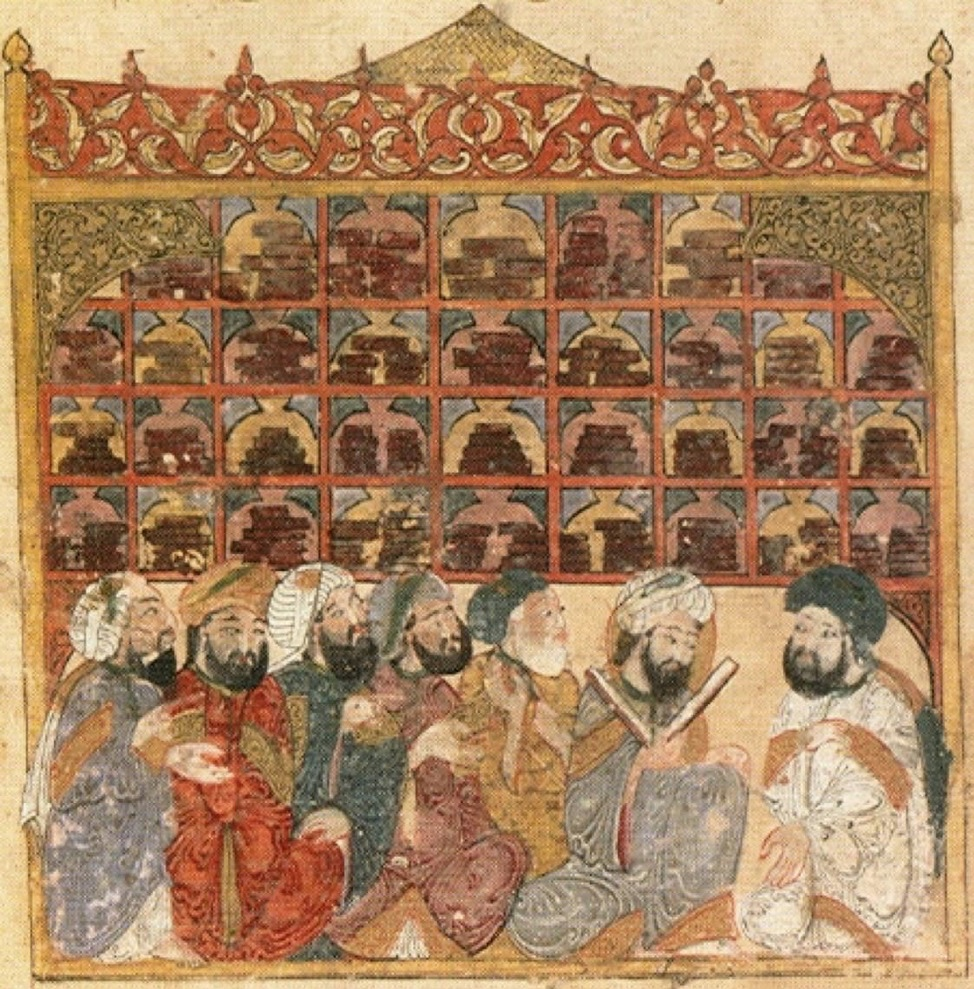
رسم لطلاب في مكتبة بيت الحكمة مستوحاة من مقامات الحريري للرسام يحيى الواسطي، بغداد 1237 م

#### مكتبة بيت الحكمة ببغداد
وظهرت بيت الحكمة ببغداد في القرن الثاني الهجري، وضمت مكتبة كبيرة، كان الهدف من وراء إنشائها مساعدة العلماء والباحثين بتوفير أكبر قدر من مصادر المعلومات لهم لتسهيل سبل الدرس والتأليف والترجمة لمن يرغب في ذلك.
وكان لها شأن كبير في عصرها لما حوته من نفائس الكتب في شتى العلوم وبمختلف اللغات، وكانت مركزاً للترجمة والتحقيق العلمي بالمعنى العلمي المعاصر، كما كانت مركزاً للتأليف والبحث والنسخ والتجليد، وميداناً للإبداع والابتكار، فقد أوجد الخوارزمي محمد بن موسى (ت: 232هـ) في بيت الحكمة علم الجبر والمقابلة، كما ترأس أبناء موسى بن شاكر دائرة العلوم الرياضية والهيئة والهندسة والحيل والنجوم والموسيقى.
أما حجم المجموعات المكتبية التي تجمعت في مكتبة بيت الحكمة في قمة ازدهارها في عصر المأمون، فيرى بعض الباحثين أنها لا تقل عن مليوني مجلد، كما أنها قد غطت كل فروع المعرفة البشرية المعروفة في ذلك الوقت، وبذلك كانت مركزاً قوياً للبحث العلمي في ذلك العصر.
وقد تعددت طرق تزويد مكتبة بيت الحكمة بالكتب، كان أهمها: طرق التأليف الداخلي والخارجي، حيث كان المؤلفون يؤلفون كتباً خصيصاً لهذه المكتبة ويُثابون على ذلك، كما يدخل في عملية تزويد المكتبة طريق النقل والترجمة، حيث يثري قسم النقل والترجمة الموجود في بيت الحكمة مكتبتها بالكتب المترجمة مع الحفاظ على الأصل الذي تمت ترجمته، وأنفق الخليفة المأمون في بغداد وعلى مكتبتها بسخاء منقطع النظير، إذ كان يعطي على ترجمة الكتاب من اللغات الأخرى إلى العربية ذهباً.

#### مكتبة دار الحكمة أو دار العلم بالقاهرة
أنشأها الحاكم بأمر الله الفاطمي بالقاهرة، وفتحت أبوابها سنة: (395هـ - 1005م)، وجلس فيها القرأء والفقهاء والمنجمون والنحاة وأصحاب اللغة والأطباء، وجمع فيها من الكتب في سائر العلوم مالم ير مثله مجتمعاً.
لقد كانت رغبة الحاكم بأمر الله شديدة في تنافس دار الحكمة بالقاهرة ببيت الحكمة ببغداد، ولذلك اهتم بها اهتماماً كبيراً ظهر ذلك جلياً في عنايته بدقة بنائها وحسن تأثيثها وكثرة الأوقاف عليها، وعُين في هذه المكتبة عمال يقومون بالخدمة والتنظيف، كما عُيّن لها مشرفون وخزنة ومناولون، ولتزويد مكتبة دار الحكمة أو دار العلم، نقل إليها الحاكم بأمر الله مجموعات كبيرة من أنفس الكتب الموجودة في مكتبة القصر الخاصة بالخليفة مما جعلها من أعظم الخزائن في الإسلام.
واشتملت المكتبة على أقسام: قسم للفقهاء وقسم لقراء القرآن، وقسم ثالث: للمنجمين وقسم رابع لأصحاب النحو واللغة وقسم خاص للأطباء، وكان هناك قاعات للدارس وأخرى للمحاضرات والمناقشات والمناظرات، وأباح الحاكم بأمر الله الدار لسائر الناس على طبقاتهم ممن يؤثر قراءة الكتب والبحث والنظر، وكانت المكتبة تقدم لمن يشاء منهم الورق والحبر والأقلام كما كان فيها مكان لإقامة الغرباء، وبلغ عدد كتب هذه المكتبة حوالي مليوني ومائتي مجلد في مختلف فنون المعرفة والعلوم.

## المكتبات الوقفية في الغرب

### مكتبة مؤسسة الفرقان في لندن
تعتبر مكتبة مؤسسة الفرقان في لندن مكتبة مرجعية، حيث تحتوي مجموعة مواد متعمقة في التراث الإسلامي المخطوط، وقد أسست في يوليو 1990م، وتم تدشينها رسمياً في 30 نوفمبر 1991م، أما الهدف الرئيسي للمكتبة هو دعم البحث العلمي في مجال التراث الإسلامي المخطوط، وتوفير الأدوات والمراجع للأساتذة والطلاب المهتمين بشكل خاص في مجالات دراسة المخطوطات الإسلامية.

### مكتبة المركز الإسلامي بلندن
وهذه المكتبة هي ضمن مكونات المركز الإسلامي، وقد عمل القائمون على هذا المركز بجد ونشاط وقاموا بتأسيس مكتبة ضخمة تضم آلاف الكتب المتنوعة.

### مكتبة مجلس العلاقات الإسلامية الأمريكية (كير)
وهذه المكتبة تتبع مجلس العلاقات الإسلامية الأمريكية (كير)، وقد أطلق "كير" منذ عام 2001م عدداً من الحملات الكبرى لتوعية الرأي العام الأمريكي بصورة الإسلام والمسلمين الصحيحة، منها: حملة لتوفير 16200 مكتبة أمريكية عامة بمصادر تعليمية موضوعية عن الإسلام والمسلمين، وحملة لتوفير نسخ مجانية من الترجمة الإنجليزية لمعاني القرآن للأمريكيين الراغبين في قراءة القرآن، وحملة لتوفير مواد تعريفية مجانية للأمريكيين الراغبين في التعرف على حياة وتعاليم الرسول محمد ﷺ.

## دور القطاع الخاص في دعم المكتبات الوقفية
إن المكتبات الوقفية، كانت ثمرة وفاء الأفراد لمجتمعاتهم، ومظهرًا للتكامل والتكافل بين المسلمين، وخصيصة إسلامية أخذ بها الأفراد من الخلفاء والسلاطين والملوك والأفراد والعلماء والموسرين، متحملين بذلك عبء الإسهام الاجتماعي في دعم النشاطات الدينية والثقافية والتعليمية، ولم يُعرف عبر التاريخ الإسلامي أن تشييد المكتبات العامة والخاصة من مسؤوليات الدولة، بقدر ما كانت من مسؤوليات الأفراد تجاه مجتمعهم، حيث حفلت مصادر التاريخ بالأمثلة العديدة لما قام به الأفراد من وقف للمكتبات الخاصة لصالح العامة.

## نماذج وقفية للقطاع الخاص في دعم المكتبات الوقفية
ومن النماذج ما أورده الكاتب عبدالله عبدالجبار فقد أفرد قسمًا في كتابه (التيارات الأدبية)، تناول فيه المكتبات في مكة المكرمة والمدينة المنورة وجدة والطائف ونجد والأحساء مشيدًا بدور الأثرياء الذين كانوا يحبسون الأوقاف على المكتبات الوقفية لينفق من ريعها على تنميتها والإشراف عليها وإدارتها، وقد حصر (عبدالجبار) مجموعة كبيرة من المكتبات استخلصها خلال بحثه في مصادر التاريخ أو خلال الوصف لما كان قائمًا من المكتبات آنذاك.